# Farhiyo Farah Ibrahim
Farhiyo Farah Ibrahim (somali : Farxiiyo Faarax Ibraahiim, arabe : فرحيو فرح إبراهيم) est une militante et interprète somalienne. Elle est avocate du droit des femmes.

## Vie privée
Farhiyo Farah Ibrahim est née entre 1982 et 1983 en Somalie. Durant la guerre civile qui a éclaté au début des années 1990, son grand-père est tué par des militants armés et sa mère est agressée. Elle part alors pour le Kenya en 1992, vivant dans le camp de réfugiés de l'UNCHR de Dadaab.
Après avoir fini ses études primaires, Ibrahim quitte l'école afin de soutenir ses parents. Plus tard elle est en conflit avec sa famille pour avoir refusé de se marier avec un homme bien plus âgé qu'elle.
Ibrahim est musulmane.

## Carrière
En 2002, Ibrahim travaille en tant que conseillère en planning familial pour le National Council of Churches au Kenya. Là elle œuvre pour la promotion des tests sur la sida ainsi que pour l'utilisation de contraceptifs, et elle milite contre les mutilations génitales féminines. La nature de son travail de conseillère est une source de tension avec sa famille (et plus généralement avec la communauté somalienne socialement conservatrice) qui trouvait que c'était inconvenant vis-à-vis de son milieu. Sous la pression, Ibrahim finit par quitter son travail au NCCK.
Depuis 2008, Ibrahim est interprète. Elle est également avocate pour les droits des femmes et des filles.

## Distinctions
En 2008, Ibrahim est lauréate du prix international Femme de courage pour ses actions en faveur des femmes.